# Konventionen om dödsfallsförsäkring vid jordbruksarbete m.m.
Konventionen om dödsfallsförsäkring vid jordbruksarbete m.m. (ILO:s konvention nr 40 angående dödsfallsförsäkring vid jordbruksarbete m.m., Survivors' Insurance (Agriculture) Convention) är en konvention som antogs av Internationella arbetsorganisationen (ILO) den 29 juni 1933 i Genève. Konventionen består av 33 artiklar.

## Ratificering
Konventionen har ratificerats av 7 stater, varav en har sagt upp den i efterhand.